# Wu Yingyin
Wu Yingyin (吳劍秋, 23 juin 1922 – 17 décembre 2009), aussi appelée Woo Ing-ing, est une chanteuse chinoise active principalement dans les années 1940. Elle est l'une des « Sept grandes étoiles de la chanson (en) ». Elle continue d'enregistrer et de chanter jusque dans les années 2000.

## Biographie
Wu est née sous le nom Wu Jianqiu à Ningbo dans une famille d'intellectuels. Son père est ingénieur chimiste et sa mère est gynécologue. Elle grandit à Shanghai et aime chanter sur les airs de la radio durant son enfance. Elle désire d'abord entrer à l'académie de musique de Shanghai mais ses parents s'opposent à cette idée car ils veulent que leur fille étudie la médecine et critiquent son manque d'ambition. À 15 ou 16 ans, afin de travailler sans mettre ses parents au courant, elle commence à chanter sous le nom de scène de Qian Yin les fins de semaine à la station de radio de Shanghai où elle chante des chansons pour les enfants. Elle chante en secret et n'est pas payée pendant des années,.
Sa douce voix fait son succès comme nouvelle chanteuse, et son père lui-même ne s'aperçoit pas que c'est la voix de sa fille qu'il écoute à la radio. Wu est principalement autodidacte en chant mais a tout de même appris certaines techniques vocales auprès du chanteur Xu Lang.
À 24 ans, elle participe à un concours de chant au club Ciro où elle chante une chanson de Bai Hong, et gagne le concours. Elle chante ensuite régulièrement dans des salles de bal et des clubs comme le Ciro ou le Paramount (en) à Shanghai et gagne la célébrité. En 1946, elle signe un contrat avec Pathé Records. Pour enregistrer ses disques, Wu prend le nom de scène Yingyin, signifiant « Voix d'oriolidae ». Son premier enregistrement, Je veux t'oublier, écrit par Xu Lang, devient un succès,. En 3 ans, Pathé Records produit et sort plus de 30 chansons de Wu.
En 1955, elle rejoint la station de radio de Shanghai (en). Elle s'installe à Hong Kong en 1957 pour continuer sa carrière. Ses chansons les plus connues sont Le Printemps revient au monde, Cœur brisé, J'ai cette sensation, La Lune qui brille diffuse mon amour sur mille kilomètres, La Nuit du printemps frais, La Chance sourit aux étrangers. Elle est affectueusement surnommée la « Reine de la voix nasale »
Wu connait un renouveau de succès dans les années 1980 et retourne en Chine pour enregistrer en 1983 à Guangzhou. En juillet 1984, elle quitte Hong Kong pour Pasadena en Californie. Elle chante intensivement dans des pays comme Taïwan, la Malaisie, Singapour, Hong Kong, les États-Unis, et le Canada, même à un âge avancé. À 80 ans, elle chante toujours pour la diaspora chinoise lors de causes caritatives. Le 3 janvier 2003, elle est invitée à venir chanter à l'opéra de Shanghai.
Wu meurt à Los Angeles le 17 décembre 2009.